# هدایت یونی (حالت جامد)
هدایت یونی (با علامت λ-lambda)، حرکت یک یون از یک محل به نقطه دیگر از طریق نواقص شبکه کریستالی یک محلول جامد یا آبی است.
هدایت یونی یک مکانیسم جریان الکتریکی است.  در جامدات، یون ها معمولاً موقعیت های ثابت در شبکه کریستال را اشغال می کنند و حرکت نمی‌کنند. با این حال، هدایت یونی می‌تواند به خصوص با افزایش دما رخ دهد 
هدایت یونی در جامدات از آغاز قرن نوزدهم موضوع مورد علاقه بوده است. مایکل فارادی در سال ۱۸۳۹ ثابت کرد که قوانین الکترولیز در مواد جامد یونی مانند سرب (II) فلوراید (PbF2) و سولفید نقره (Ag2S) نیز برقرار است.